# CAF Champions League 2013
De CAF Champions League 2013 was de 17e editie van dit voetbaltoernooi dat door de Afrikaanse voetbalbond CAF wordt georganiseerd. Titelhouder was Al-Ahly uit Egypte dat de titel ook prolongeerde en daarmee het toernooi voor de achtste keer won. In de finale over twee wedstrijden werd Orlando Pirates uit Zuid-Afrika verslagen (1-1, 2-0). Ook plaatste Al-Ahly zich middels de eindzege voor de vijfde keer voor het Wereldkampioenschap voetbal voor clubs in Marokko.

## Data
Programma voor de CAF Champions League 2013.
| Fase          | Ronde        | Loting                          | Heenduel                | Return                  |
| ------------- | ------------ | ------------------------------- | ----------------------- | ----------------------- |
| Kwalificatie  | Voorronde    | 9 december 2012 (Caïro, Egypte) | 15-17 februari          | 1-3 maart               |
| Kwalificatie  | Eerste ronde | 9 december 2012 (Caïro, Egypte) | 15-17 maart             | 5-7 april               |
| Kwalificatie  | Tweede ronde | 9 december 2012 (Caïro, Egypte) | 19-21 april             | 3-5 mei                 |
| Groepsfase    | Speeldag 1   | 14 mei 2013 (Caïro, Egypte)     | 19-21 juli              | 19-21 juli              |
| Groepsfase    | Speeldag 2   | 14 mei 2013 (Caïro, Egypte)     | 2-4 augustus            | 2-4 augustus            |
| Groepsfase    | Speeldag 3   | 14 mei 2013 (Caïro, Egypte)     | 16-18 augustus          | 16-18 augustus          |
| Groepsfase    | Speeldag 4   | 14 mei 2013 (Caïro, Egypte)     | 30 augustus-1 september | 30 augustus-1 september |
| Groepsfase    | Speeldag 5   | 14 mei 2013 (Caïro, Egypte)     | 13-15 september         | 13-15 september         |
| Groepsfase    | Speeldag 6   | 14 mei 2013 (Caïro, Egypte)     | 20-22 september         | 20-22 september         |
| Knock-outfase | Halve finale | 14 mei 2013 (Caïro, Egypte)     | 4-6 oktober             | 18-20 oktober           |
| Knock-outfase | Finale       | 14 mei 2013 (Caïro, Egypte)     | 1-3 november            | 8-10 november           |

## Kwalificatie
Het programma van de voor-, eerste en tweede ronde werd bekendgemaakt op 9 december 2012. De kwalificatiewedstrijden werden over twee wedstrijden gespeeld waarbij de uitdoelpuntenregel van toepassing was. Als beide teams na twee wedstrijden gelijk eindigden, volgde direct de strafschoppenserie (er werd geen verlenging gespeeld).

## Voorronde
| Team 1                   | Tot.         | Team 2                        | 1e wedstr. | 2e wedstr. |
| ------------------------ | ------------ | ----------------------------- | ---------- | ---------- |
| Zamalek                  | 7-0          | Gazelle                       | 7-0        | 0-0        |
| AS Vita Club             | 5-1          | Dynamic Togolais              | 3-0        | 2-1        |
| Jamhuri                  | 0-8          | Saint George                  | 0-3        | 0-5        |
| CA Bizertin              | 2-1          | Al-Ittihad                    | 1-1        | 1-0        |
| Dynamos                  | 3-1          | Lesotho Correctional Services | 3-0        | 0-1        |
| St Michel United         | 1-7          | Tusker                        | 1-4        | 0-3        |
| Zanaco                   | 3-2          | Mbabane Swallows              | 3-2        | 0-0        |
| Orlando Pirates          | 9-0          | Djabal Club                   | 5-0        | 4-0        |
| Maxaquene                | 0-2          | Mochudi Centre Chiefs         | 0-1        | 0-1        |
| APR                      | 2-2 (u)      | Vital'O                       | 1-2        | 1-0        |
| Enugu Rangers            | w/o          | Sporting Clube do Príncipe    | -          | -          |
| Simba                    | 0-5          | Recreativo do Libolo          | 0-1        | 0-4        |
| JSM Béjaïa               | 3-0          | Olympic FC                    | 3-0        | 0-0        |
| Asante Kotoko            | 8-0          | CD Elá Nguema                 | 7-0        | 1-0        |
| Primeiro de Agosto       | 4-3          | AS Adema                      | 4-2        | 0-1        |
| FUS Rabat                | 2-2 (u)      | Real de Banjul                | 1-0        | 1-2        |
| Union Douala             | 3-1          | LISCR                         | 2-1        | 1-0        |
| Horoya AC                | 0-3          | Séwé Sports                   | 0-0        | 0-3        |
| AFAD Djékanou            | 6-2          | Diamond Stars                 | 5-1        | 1-1        |
| Coton Sport              | 0-0 ns (4-3) | URA                           | 0-0        | 0-0        |
| Moghreb Athletic Tétouan | 1-1 ns (4-3) | Casa Sport                    | 1-0        | 0-1        |
| Kano Pillars             | 5-1          | Olympic Real de Bangui        | 5-1        | 0-0        |
| AC Léopards              | 2-1          | CF Mounana                    | 2-0        | 0-1        |
| ASPAC                    | 2-2 ns (4-5) | ASFA Yennenga                 | 1-1        | 1-1        |

- Byes naar eerste ronde: Djoliba AC, Al-Ahly, TP Mazembe, Enugu Rangers, Al-Merreikh, Espérance Sportive de Tunis, Al-Hilal Omdurman, Stade Malien en ES Sétif

## Eerste ronde
| Team 1                | Tot.    | Team 2                      | 1e wedstr. | 2e wedstr. |
| --------------------- | ------- | --------------------------- | ---------- | ---------- |
| Zamalek               | 1-0     | AS Vita Club                | 1-0        | 0-0        |
| Saint George          | 3-1     | Djoliba                     | 2-0        | 1-1        |
| CA Bizertin           | 3-1     | Dynamos                     | 3-0        | 0-1        |
| Tusker                | 1-4     | Al-Ahly                     | 1-2        | 0-2        |
| Zanaco                | 1-3     | Orlando Pirates             | 0-1        | 1-2        |
| Mochudi Centre Chiefs | 0-7     | TP Mazembe                  | 0-1        | 0-6        |
| Vital'O               | 0-2     | Enugu Rangers               | 0-0        | 0-2        |
| Recreativo do Libolo  | 4-2     | Al-Merreikh                 | 2-1        | 2-1        |
| JSM Béjaïa            | 1-1 (u) | Asante Kotoko               | 0-0        | 1-1        |
| Primeiro de Agosto    | 0-2     | Espérance Sportive de Tunis | 0-1        | 0-1        |
| FUS Rabat             | 3-1     | Union Douala                | 3-0        | 0-1        |
| Séwé Sports           | 5-4     | Al-Hilal                    | 4-1        | 1-3        |
| AFAD Djékanou         | 1-3     | Coton Sport                 | 0-1        | 0-2        |
| Casa Sport            | 1-4     | Stade Malien                | 1-2        | 0-2        |
| Kano Pillars          | 4-4 (u) | AC Léopards                 | 4-1        | 0-3        |
| ASFA Yennenga         | 4-5     | ES Sétif                    | 2-1        | 2-4        |

## Tweede ronde
| Team 1          | Tot.         | Team 2                      | 1e wedstr. | 2e wedstr. |
| --------------- | ------------ | --------------------------- | ---------- | ---------- |
| Al-Zamalek      | 3-3 (u)      | Saint-George SA             | 1-1        | 2-2        |
| CA Bizertin     | 1-2          | Al-Ahly                     | 0-0        | 1-2        |
| Orlando Pirates | 3-2          | TP Mazembe                  | 3-1        | 0-1        |
| Enugu Rangers   | 1-3          | Recreativo do Libolo        | 0-0        | 1-3        |
| JSM Béjaïa      | 0-1          | Espérance Sportive de Tunis | 0-0        | 0-1        |
| FUS Rabat       | 1-1 (u)      | Séwé Sports                 | 1-1        | 0-0        |
| Coton Sport     | 3-0          | Stade Malien                | 3-0        | 0-0        |
| AC Léopards     | 4-4 ns (5-4) | ES Sétif                    | 3-1        | 1-3        |

- Verliezers naar CAF Confederations Cup 2013

## Groepsfase
De acht winnaars van de tweede ronde worden in twee groepen van vier teams ingedeeld

### Groep A
| Team            | AW | W | G | V | DV | DT | DS | Pts |
| --------------- | -- | - | - | - | -- | -- | -- | --- |
| Al-Ahly         | 6  | 3 | 2 | 1 | 8  | 7  | +1 | 11  |
| Orlando Pirates | 6  | 2 | 2 | 2 | 8  | 4  | +4 | 8   |
| Al-Zamalek      | 6  | 2 | 1 | 3 | 10 | 12 | -2 | 7   |
| AC Léopards     | 6  | 2 | 1 | 3 | 4  | 7  | -3 | 7   |

### Groep B
| Team                 | AW | W | G | V | DV | DT | DS | Pts |
| -------------------- | -- | - | - | - | -- | -- | -- | --- |
| Espérance Tunis      | 6  | 5 | 0 | 1 | 9  | 4  | +5 | 15  |
| Coton Sport          | 6  | 2 | 2 | 2 | 5  | 6  | -1 | 8   |
| Séwé Sports          | 6  | 1 | 2 | 3 | 5  | 6  | -1 | 5   |
| Recreativo do Libolo | 6  | 1 | 2 | 3 | 8  | 11 | -3 | 5   |

## Knock-outfase
In de knock-outfase worden de wedstrijden over twee wedstrijden gespeeld waarbij de uitdoelpuntenregel van toepassing is. Als beide teams na twee wedstrijden gelijkstaan volgen er direct strafschoppen (er wordt niet verlengd).

### Halve finales
| Team 1            | Tot.         | Team 2                      | 1e wedstr. | 2e wedstr. |
| ----------------- | ------------ | --------------------------- | ---------- | ---------- |
| Cotonsport Garoua | 2-2 ns (6–7) | Al-Ahly                     | 1-1        | 1-1        |
| Orlando Pirates   | 1-1 (u)      | Espérance Sportive de Tunis | 0-0        | 1-1        |

### Finale
| Team 1          | Tot. | Team 2  | 1e wedstr. | 2e wedstr. |
| --------------- | ---- | ------- | ---------- | ---------- |
| Orlando Pirates | 1-3  | Al-Ahly | 1-1        | 0-2        |